# Mimo (Calvin Rankin)
Mimo (Mimic), il cui vero nome è Calvin Montgomery Rankin, è un personaggio dei fumetti creato da Stan Lee (testi) e Werner Roth (disegni) pubblicato dalla Marvel Comics. Apparso per la prima volta sulle pagine di X-Men (prima serie) n. 19 (aprile 1966), Mimo era stato originariamente creato per essere un membro permanente degli X-Men, per poi essere utilizzato come loro avversario.

## Biografia del personaggio

### Origini
Calvin Rankin, figlio di Donald Rankin importante ricercatore chimico, entrò inaspettatamente nel laboratorio del padre mentre era impegnato in un esperimento e ruppe alcune ampolle i cui liquidi, mescolandosi, originarono dei gas che Calvin inalò dotandolo della possibilità di assorbire e replicare temporaneamente le abilità delle persone circostanti. Divenuto arrogante e superbo convinse il padre a costruire un macchinario capace, a suo dire, di rendere permanenti gli effetti dei suoi poteri. Però, il macchinario entrò in cortocircuito e causò un'esplosione nella quale Donald morì.

### X-Men
Poco dopo Calvin venne casualmente in contatto con Jean Grey acquisendo i suoi poteri telecinetici. Capendo che si trattava di un membro degli X-Men, decise di seguirla alla Scuola del Professor X dove riuscì ad assorbire i poteri di tutti e cinque i membri originari, presentandosi a loro come Mimo. Ne seguì una scaramuccia facilmente vinta dal ragazzo che rapì Marvel Girl, portandola alla caverna dove il padre aveva nascosto il suo macchinario. In cambio del rilascio di Jean, Xavier accondiscese ad attivare il macchinario: tuttavia il risultato non fu quello aspettato da Mimo - anzi, egli perse tutte le capacità acquisite. Il padre aveva infatti costruito quel congegno proprio per privare il figlio dei suoi poteri, poiché aveva temuto il suo carattere arrogante. Dopo questo avvenimento Xavier provvide a cancellare i ricordi legati a lui e agli X-Men dalla sua mente.
Mesi dopo Calvin venne coinvolto in un altro incidente di laboratorio, e lo shock provato gli fece ritrovare la memoria e i suoi poteri. Come prima cosa si recò dagli X-Men e li costrinse, dietro ricatto di rivelare le loro identità, ad ammetterlo nella squadra addirittura ricoprendo il ruolo di vice-capo; stando a contatto con i cinque mutanti acquisiva lentamente e permanentemente i loro poteri. Nonostante il carattere arrogante e antipatico fu per breve tempo utile alla squadra mutante, come ad esempio contro il Burattinaio o in un primo scontro con il Fattore Tre. Poco dopo s'imbatté nel Super-Adattoide, robot che possedeva i suoi stessi poteri replicanti. Inizialmente Calvin era deciso ad unirsi al robot e conquistare così il mondo insieme a lui; tuttavia ci ripensò rivoltandoglisi contro ed alla fine della lotta entrambi persero i poteri. Profondamente colpito da questo avvenimento in cui aveva rischiato di morire o addirittura di diventare egli stesso un robot, Mimo riconsiderò il comportamento da lui tenuto sino a quel momento e lasciò il gruppo deciso a vivere una vita retta.

### Esule
Anni dopo i poteri replicanti di Calvin ritornarono, ma in maniera tanto violenta e incontrollata che Calvin rischiò di prosciugare l'essenza vitale di chi lo circondava portandolo alla morte. Spaventato dall'incapacità di gestirli, Mimo scappò nei boschi del Canada dove si imbatté in Hulk. Ne nacque un violentissimo scontro dovuto al fatto che Hulk cominciava a risentire del potere di Mimo che, involontariamente, stava assorbendo tutta la sua forza. In seguito allo scontro, Calvin restò per anni in coma, riprendendosi solo quando Wolverine, da cui Calvin assorbì il fattore rigenerante, passò nei pressi del suo corpo. Avendo ancora problemi nel gestire i propri poteri fuggì in Siberia dove cercò di causare il minor danno possibile alle altre persone. Per sua sfortuna, però, si imbatté in Onslaught che lo rese suo schiavo. Dopo la sua sconfitta, Calvin riuscì a controllare appieno i suoi poteri e si unì ad Excalibur, dove rimase sin quando quest'organizzazione si sciolse.

### Utopia
Risvegliatosi da un lungo sonno, Mimo ripercorre la sua intera esistenza dalla vita criminale che condusse subito dopo aver acquisito i poteri al periodo di pace vissuto grazie all'aiuto di Moira MacTaggert ed infine a quello di isolamento condotto per paura dei problemi che avrebbe potuto causare al prossimo. Ritornato alla civiltà, dopo essersi scavato una via d'uscita dalla tomba in cui era stato sepolto, diviene immediatamente preda dei suoi poteri che prucurano seri danni a persone e cose a lui intorno fino all'arrivo di H.A.M.M.E.R. e Osborn che rassicurandolo gli comunica che nessuno cercherà più di cambiarlo e gli sottopone la sua proposta. Giunto a San Francisco, assieme agli X-Men guidati da Emma Frost si batte contro Match e seda la rivolta mutante guidata da Satiro.

## Poteri e abilità
La sua mutazione consiste nel saper mimare le capacità ed i poteri di coloro che si trovano nelle vicinanze.
Durante il suo periodo con i primi cinque X-Men ha assimilato per sempre i loro poteri e cioè: la telecinesi di Marvel Girl, l'agilità di Bestia, le ali di Angelo, il controllo climatico di Uomo Ghiaccio e i raggi ottici di Ciclope. Oltre ai poteri riesce anche a mimare le abilità di chi gli sta intorno.
Può mimare più abilità e superpoteri insieme anche se una volta superato il limite (10-15) i suoi poteri vanno in corso ad un malfunzionamento.

## Altre versioni

### Era di Apocalisse
In questa realtà alternativa, Mimo è uno dei prigionieri di Sugar Man rinchiuso nelle prigioni di Apocalisse, nelle quali muore a causa degli esperimenti condotti su di lui.

### Exiles
Scelto assieme ad altri cinque eroi legati all'universo degli X-Men di diverse dimensioni, Mimo fa parte del primo gruppo di Exiles incaricati di correggere i malfunzionamenti delle realtà parallele. Durante il crossover con House of M, il suo corpo viene invaso da Proteus che lo disintegra prima di abbandonarlo.

## Altri media

### Televisione
Mimo è apparso nella serie animata Insuperabili X-Men ed in X-Men: Evolution, mostrando in entrambe il suo classico comportamento arrogante e irrispettoso verso le regole.

### Cinema
In X-Men 2 (2003) il nome di Mimo appare sulla lista di mutanti che Mystica sfoglia nell'ufficio di Stryker.